# 神崎愛瑠
神崎 愛瑠（かんざき あいる、1996年5月13日 - ）は、日本のモデル、女優（元・子役）。千葉県出身。元ジュネス企画所属。

## 略歴・人物
「愛瑠」の名は「アイドル」をもじったもので、母親により「みんなのアイドルになれるように」と名づけられたという。0歳時からこの業界の仕事を始めており、子役でありながらすでに芸歴10年以上に渡るベテランである。姉は子役モデル、ジュニアアイドルの神崎美優。弟もいる。
2006年には特撮ヒーロー番組『仮面ライダーカブト』で、仮面ライダードレイク・風間大介と行動を共にする記憶喪失の少女・ゴンを演じた。
趣味はファッションチェック、外国アニメ鑑賞。特技はスノーボード、体が柔らかいこと。
2006年以降目立った芸能活動はしていない。

## 出演

### テレビドラマ
- 仮面ライダーカブト（2006年 - 2007年、テレビ朝日）ゴン（高山百合子）役

### バラエティ
- 金のA様×銀のA様（2005年、日本テレビ）オパールカズ編

### その他のテレビ番組
- SmaSTATION-5（2005年、テレビ朝日）三島由紀夫特集編
- 親と子のTVスクール（2006年、NHK教育）

### 映画
- イン・ザ・プール（2005年、日本ヘラルド映画）幼少時代の岩村涼美役

### CM
- 任天堂 DSえいご漬け
- 大阪ガス ガス温水浴室暖房燥機カワック
- イオン ランドセル・机編
- 那須どうぶつ王国 ナスどうぶつ編
- キリンビバレッジ アミノサプリ
- 進研ゼミ中学講座 プラスした中学生/ニガテ篇

## DVD
- Very Little!（2004年、心交社）

## モデル活動

### 雑誌
- sesame（角川SSコミュニケーションズ）
- 赤ちゃんとママ（赤ちゃんとママ社）
- げんき（講談社）
- えくぼ（講談社）
- たのしい幼稚園（講談社）
- トマトマ（主婦の友社）
- キッズデビュー（オリコン・エンタテインメント）

### 広告
- 富士フイルム ZOOMマスター800、写ルンです
- 神奈川公社 ナイスデイファミリールプラン
- 丸高衣料 ムージョンジョン
- NTT

### ショー
- 「ニッケコルトンプラザファッションショー」
- 「トヨタシエンタ＆ナルミヤハッピータウンファッションショー」
- 「アトリエMEI」

### VP
- ベネッセコーポレーション
- 日本アムウェイ アムウェイ・プラザ

## 書籍

### 写真集
- プチ エンジェル（2004年、心交社）